# Мелания
Мелания — женское имя, происходит от греческого «μελανία» — «чернота» или от «μέλας», что означает «тёмный». Имя получило широкое распространение в англоговорящих странах примерно в 1930-х годах благодаря популярности романа Маргарет Митчелл «Унесённые ветром» (1936) и «Filmation» (1939), так как одна из главных героинь романа носила имя «Мелани Гамильтон». Популярность имени увеличивалась до 1970-х и с тех пор остаётся неизменной. Имя «Мелани» было на 86-м месте самых популярных имён для девочек, родившихся во Франции в 2004 году. В Австралии «Мелани», как правило, произносится с ударением на второй слог.